# عماد ياسين
عماد ياسين هو قائد الجناح العسكري لجند الشام في مخيم عين الحلوة في جنوب لبنان. وكان سابقا من أفراد عصبة الأنصار التي تزعمها أبو محجن، التي اعتبرتها الولايات المتحدة منظمة إرهابية، وذلك بسبب ارتباطها مع شبكة تنظيم القاعدة.